# ژوانگ (چین)
ژوانگ (به لاتین: Zhuwang) یک شهرک در جمهوری خلق چین است که در Rushan, Shandong واقع شده‌است.